# Токарево (Волховский район)
Токарево — деревня в Хваловском сельском поселении Волховского района Ленинградской области.

## История
Усадьба Токарево упоминается в переписи 1710 года в Никольском Сясьском погосте Заонежской половины Обонежской пятины.
Как деревня Токарево она обозначена на карте Санкт-Петербургской губернии Ф. Ф. Шуберта 1834 года.

ТОКАРЕВО — деревня принадлежит чиновнику 14-го класса Шульгину и чиновнику 5-го класса Виндомскому, число жителей по ревизии: 14 м. п., 10 ж. п. (1838 год)

Деревня Токарово отмечена на карте Ф. Ф. Шуберта 1844 года.

ТОКАРЕВО — деревня госпожи Вындомской и наследников Шульгина, по просёлочной дороге, число дворов — 1, число душ — 9 м. п. (1856 год)

ТОКАРЕВО — деревня владельческая при колодце, число дворов — 4, число жителей: 12 м. п., 8 ж. п. (1862 год)

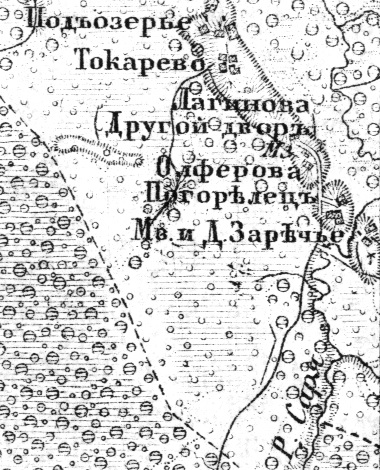
Деревня Токарево на карте 1872 года

Согласно епархиальным сведениям 1899 года деревня относилась к приходу Спасо-Преображенской церкви (ранее Николаевской, Николаевского Сясьского погоста) в селе Кусяги.
В конце XIX — начале XX века деревня административно относилась к Хваловской волости 2-го стана Новоладожского уезда Санкт-Петербургской губернии.
По данным «Памятной книжки Санкт-Петербургской губернии» за 1905 год деревня Токарево входила в состав Логиновского сельского общества.
Согласно карте Ленинградской области Северо-западного аэрогеодезического треста ГГУ издания 1932 года деревня насчитывала 7 крестьянских дворов.
По данным 1933 года деревня деревня Токарево входила в состав Урицкого сельсовета Волховского района.
По данным 1966, 1973 и 1990 годов деревня Токарево входила в состав Хваловского сельсовета.
В 1997 году в деревне Токарево Хваловской волости проживали 3 человека, в 2002 году — 9 человек (все русские).
В 2007 году в деревне Токарево Хваловского СП — 6 человек.

## География
Деревня расположена в юго-восточной части района на автодороге Дудачкино — Погорелец-Хваловский.
Расстояние до административного центра поселения — 16 км.
Расстояние до ближайшей железнодорожной станции Колчаново — 35 км.
Деревня находится близ правого берега реки Кусеги и болота Ригошник.

## Демография
| 1838 | 1862 | 1997 | 2007 | 2010 | 2017 |
| ---- | ---- | ---- | ---- | ---- | ---- |
| 24   | ↘20  | ↘3   | ↗6   | ↗11  | ↘5   |

### Национальный состав
Согласно данным Всероссийской переписи населения 2021 года в деревне проживали 2 человека, все русские.